# قاصدی مرباح
قاصدی مرباح (عربی: قاصدي مرباح؛ زادهٔ ۱۶ آوریل ۱۹۳۸ – درگذشته ۲۱ اوت ۱۹۹۳) یک سیاستمدار اهل الجزایر بود. وی از ۵ نوامبر ۱۹۸۸ تا ۵ سپتامبر ۱۹۸۹ رئیس حکومت الجزایر بود. او در ۲۱ اوت ۱۹۹۳ ترور شد.